# Феодор Далассен
Феодор Далассен (*д/н —після 1067) — державний діяч Візантійської імперії.

## Життєпис
Походив з впливової родини Далассенів. Напевне був сином Костянтина Далассена, дука Антіохії (втім деякі дослідники розглядають його як сина Феофілакта Далассена, але це мало ймовірно з огляду на подальшу кар'єру Феодора Далассена). Народився наприкінці 1010-х або напочатку 1020-х років. Здобув класичну як аристократа освіту. Проте молодість провів у родинних маєтках у фемі Арменіакон.
Спроби батька декілька разів обійняти трон призвели до того, що у 1039 та 1042 році родину було заслано. разом з батьком перебував у засланні й Феодор. Шлюб сестри останнього з Костянтином Дукою змінив зв'язки Далассенів з іншою впливовою придворною групою.
Зі сходженням шварга Феодора на імператорський трон він зробив швидку кар'єру, отримавши титул патрикія. Не підтримував свою родичку Анну у протистоянні Дукам. Згодом стає проедром. У 1050-х роках отримав титул вестарха та посаду стратега феми Опсікіон.
У грудні 1062 року призначається на одну з важливих фем — Фессалоніки на посаді дуки. На цій посаді підтримував Іверський монастир, видавши фрисовул (дарчу грамоту) на володіння Меллісургією Іверському монастирю, що розташовувався на кордоні Афону.
У 1067 році після смерті імператора Костянтина X прибув до Костянтинополя, де допомагав імператриці Євдокії Макремболітісі з регентством. Остання надала тому титул протоновеліссім, який спеціально започаткувала для Феодора Далассена. Цей титул став вищим серед знаті, що не належала до правлячої династії. Втім вплив Далассен залишався недовго: невідомо чи він діяв разом з цезарем Іоанном Дукою, або проти нього. Втім після отримання влади Романом Діогеном прізвище Феодора Далассена зникає з письмових джерел.

## Родина
- Костянтин, талассократор